# Abhibhavayatana

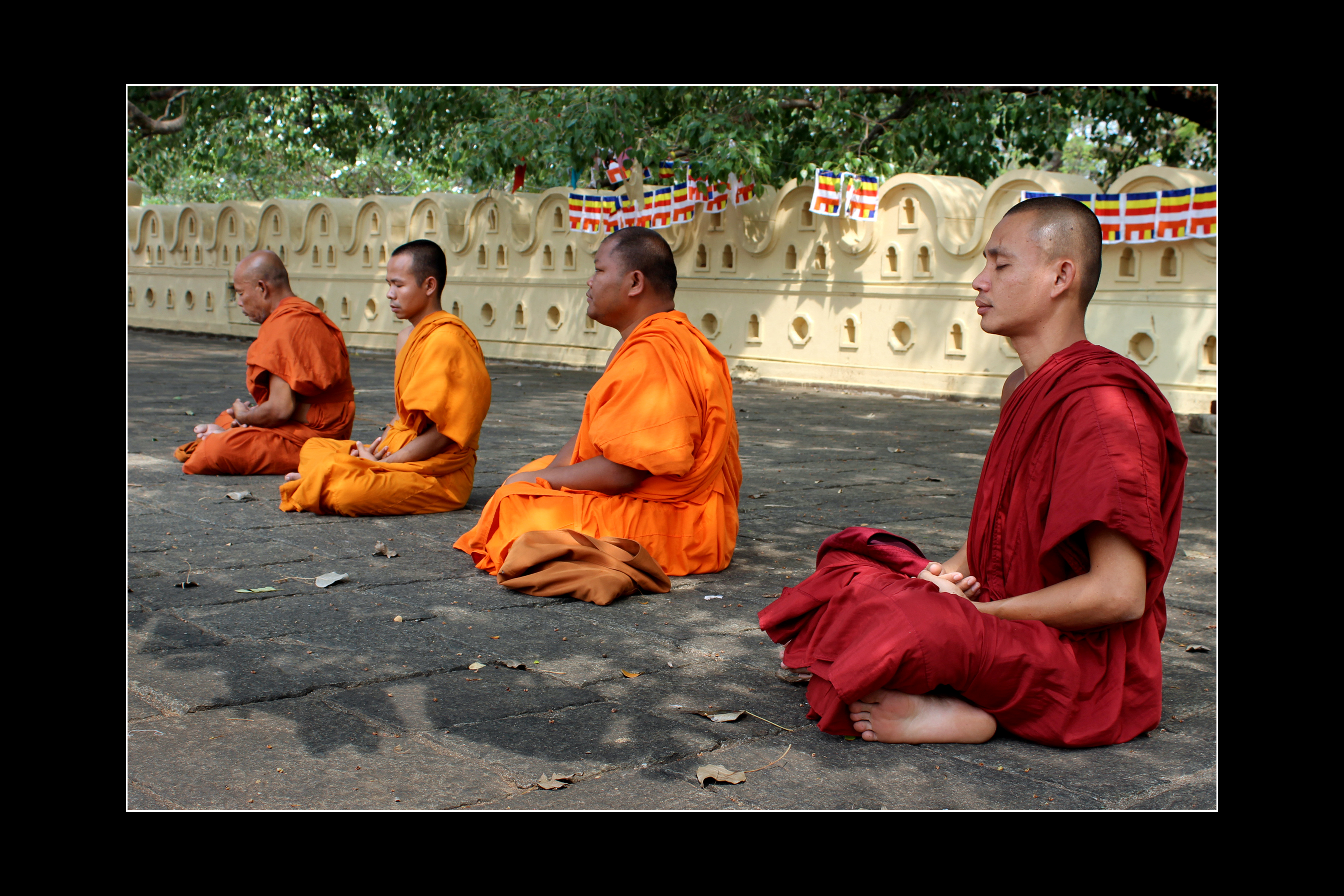
Abhibhāvayatana

Abhibhāvayatana ( en sánscrito: Abhibhvāyatana, en pali: Abhibhāyatana, "control de las percepciones"),   es un concepto del budismo mediante el cual la meditación se logra en ocho etapas de dominio de los sentidos.  Durante este proceso, el practicante se separa del mundo físico, se libera de los apegos a las formas físicas y comienza a liberarse del dolor y el placer del mundo material ligado al sufrimiento en el budismo. 
Las ocho etapas de abhibhāvayatana son: 
1. Dominio de la percepción de la forma del propio cuerpo y formas limitadas más allá de él.
2. Dominio de la percepción de la forma del propio cuerpo y de las formas más allá de él.
3. Dominio de la percepción de lo informe en relación con el propio cuerpo y las formas limitadas más allá de él.
4. Dominio de la percepción de lo informe en relación con el propio cuerpo y el mundo entero más allá de él.
5. Dominio de la percepción sobre diferentes formas de belleza (etapas 5 a 8)